# Bengt Beckman
Bengt Beckman (* 30. September 1925 in Färgelanda; † 13. März 2012) war ein schwedischer Kryptoanalytiker, Schriftsteller und Illustrator.

## Leben
Bengt Beckman trat 1946 in den schwedischen Geheimdienst ein, die Försvarets radioanstalt (FRA), und blieb dort bis 1991, zuletzt als Leiter der Abteilung für Kryptanalyse. Er hatte slawische Sprachen an der Universität Stockholm studiert und 1966 mit seiner Dissertation „Versuche mit einer Methode zur Messung von Unterschieden im Autorenstil“ (schwedisch Försök med en metod för mätning av skillnader i författarstil) promoviert. Darin setzte er statistische Methoden ein, um den Sprachgebrauch russischer Autoren zu untersuchen. Im Jahr 1984 nutzte er, zusammen mit den beiden Professoren für slawischen Sprachen, Sven Gustavsson (1938–2013) und Geir Kjetsaa (1937–2008), diese Methoden, um festzustellen, ob der Nobelpreisträger für Literatur von 1965, Michail Alexandrowitsch Scholochow (1905–1984), wirklich der Autor des Romans Der stille Don war, der ihn einst berühmt machte. Im Ergebnis wurde festgestellt, dass es keinen Grund für Zweifel an dessen Autorenschaft gab.
Nach seiner Pensionierung als Kryptoanalytiker blühte seine schriftstellerische Karriere weiter auf. Als Autor hat Bengt Beckman unter anderem die Geschichte der Kryptanalyse in Schweden hervorgehoben und die Bedeutung des Mathematikers Arne Beurling mit dem Buch Svenska kryptobedrifter (deutsch „Schwedische Entzifferungserfolge“) beschrieben. Sein Buch Arne Beurling und Hitlers Geheimschreiber erschien, außer auf Schwedisch, in englischer, italienischer und deutscher Übersetzung.
Nachdem er über seine berufliche Tätigkeit hinaus, bereits seit frühester Jugend als Zeichner und Illustrator aktiv gewesen war, gab er 2010 sein öffentliches Debüt als Karikaturist. In Anwesenheit von Ministerin Åsa Torstensson wurde seine Einzelausstellung in der Galerie 59 in Strömstad eröffnet. Bei der Vernissage betonte er: „Ich habe eine unbezwingbare Lust daran, mit einem Stift das festzuhalten, was ich vor meinen Augen habe“ (im Original: „Jag har en obetvinglig lust att notera med penna det jag har framför ögonen“).
Bengt Beckman wurde 86 Jahre alt. Er wurde am 13. April 2012 in Stockholm bestattet.

## Schriften (Auswahl)
- Svenska kryptobedrifter (deutsch „Schwedische Entzifferungserfolge“). Albert Bonniers Verlag 1996, Stockholm, ISBN 91-0-056229-7.
- mit C.G. McKay: Swedish Signal Intelligence 1900–1945. Frank Cass Publishers 2002, ISBN 0-7146-5211-3.
- An Early Cipher Device – Fredrik Gripenstierna’s Machine. Cryptologia 2002, 26:2, S. 113–123, doi:10.1080/0161-110291890821.
- Arne Beurling und Hitlers Geheimschreiber. Springer 2009, ISBN 3-5402-3720-8.